# Konrad Gołota
Konrad Krzysztof Gołota (ur. 28 kwietnia 1978 w Wołominie) – polski polityk, podsekretarz stanu w Ministerstwie Aktywów Państwowych (od 2025).

## Życiorys
Jest absolwentem Wydziału Dziennikarstwa i Nauk Politycznych Uniwersytetu Warszawskiego (2003) oraz uczestnikiem podyplomowych studiów Executive MBA w Wyższej Szkole Menedżerskiej w Warszawie (2022). Od 2006 do 2008 pełnił funkcję sekretarza generalnego Federacji Młodych Socjaldemokratów. W latach 2012–2016 współpracował z Sojuszem Lewicy Demokratycznej, gdzie zajmował się kształtowaniem polityki międzynarodowej partii, współpracą z klubem parlamentarnym i Parlamentem Europejskim, współpracą z korpusem dyplomatycznym, a także spotkaniami międzynarodowymi.
Pełnił funkcje dyrektora zarządzającego oraz dyrektora marketingu w spółkach handlowych, był także członkiem organizacji promujących dobre praktyki w biznesie. W latach 2016–2023 pracował w Brukseli dla Partii Europejskich Socjalistów. W ramach swoich obowiązków analizował polityki publiczne w 11 państwach Europy Środkowo-Wschodniej, współpracę z przedstawicielami rządów, Komisarzami UE oraz organizacjami pozarządowymi na szczeblu europejskim i krajowym.
W wyborach w 2023 bez powodzenia startował do Senatu w okręgu nr 79. Należy do Nowej Lewicy.
Od grudnia 2023 do stycznia 2025 kierował Gabinetem Politycznym wicepremiera, ministra cyfryzacji Krzysztofa Gawkowskiego. W ramach tej funkcji odpowiadał m.in. za dialog z rynkiem, współpracę międzynarodową, dyplomację cyfrową oraz koordynację rozmów dotyczących potencjału inwestycyjnego Polski w obszarze nowych technologii. 3 lutego 2025 został podsekretarzem stanu w Ministerstwie Aktywów Państwowych.
Syn Marzeny i Sławomira.

## Wyniki w wyborach ogólnopolskich
| Wybory | Komitet wyborczy | Komitet wyborczy             | Organ             | Okręg | Wynik           |
| ------ | ---------------- | ---------------------------- | ----------------- | ----- | --------------- |
| 2019   |                  | Sojusz Lewicy Demokratycznej | Sejm IX kadencji  | nr 20 | 1188 (0,20%)    |
| 2023   |                  | Nowa Lewica                  | Senat XI kadencji | nr 79 | 63 449 (34,28%) |